# Oněžský záliv
Oněžský záliv (rusky Онежская губа, Oněžskaja guba nebo Онежский залив – Oněžskij zaliv) je záliv na jihovýchodě Bílého moře. Patří k Rusku, kde spadá do Severozápadního federálního okruhu, v rámci kterého sousedí na jihu a východě s Archangelskou oblastí a na západě s Karelskou republikou. Je přibližně 185 kilometrů dlouhý a 75 kilometrů široký.
Oněžský záliv je nejjižnějším ze čtyř velkých zálivů Bílého moře, zbylé jsou Kandalakšský, Mezeňský a Dvinský, který leží severovýchodně od Oněžského a je od něj oddělený Oněžským poloostrovem.
V severní části Oněžského zálivu se nalézají Solovecké ostrovy, největší souostroví Bílého moře.
Na západě u města Belomorsk ústí do zálivu řeka Vyg a tím i Bělomořsko-baltský kanál, umělá vodní cesta spojující Bílé moře s Baltským. Rovněž na západě ústí do zálivu řeky Kem a Suma a na jihovýchodě řeka Oněga.